# Commerce transparent
Le commerce transparent est une nouvelle façon d’envisager le commerce, dont la base est la publication exhaustive sur Internet de la réalité des différentes étapes constituant les filières de 'production, transport, commercialisation, et distribution de tous types de biens de consommation ou de services.
Les organisations pratiquant le commerce transparent s’obligent sans tabous ni complexes à exposer de manière compréhensible et basique l’intégralité de leur fonctionnement financier : prix de revient, marges, salaires (tout au long des filières concernées), répartition des bénéfices, bilan. Les aspects sociaux, humains et l’impact environnemental des filières transparentes doivent également être publiés avec le maximum de renseignements existant.
Elles s’obligent également à faire réaliser des audits réguliers afin de confirmer de manière incontestable les éléments mis en transparence et de garantir ainsi l’authenticité des informations publiées.
L'association Transparent Trade s’inscrit pleinement selon cette définition du commerce transparent, et ceci exclusivement auprès d’organisations citoyennes et alternatives, mettant l’Homme et la préservation de la biodiversité au cœur de leurs préoccupations. (Commerce équitable, économie & finances solidaires, artisanat, produits biologiques...)